# Lichenoconium cargillianum
Lichenoconium cargillianum är en lavart som först beskrevs av Linds., och fick sitt nu gällande namn av David Leslie Hawksworth 1977. Lichenoconium cargillianum ingår i släktet Lichenoconium, divisionen sporsäcksvampar och riket svampar.   Inga underarter finns listade i Catalogue of Life.